# 阿朗茹瓦
阿朗茹瓦（法語：Allenjoie，法語發音：[alɑ̃ʒwa]）是法国杜省的一个市镇，属于蒙贝利亚尔区。

## 地理
阿朗茹瓦（47°32'5"N, 6°53'49"E）面积6.56 平方千米，位于法国勃艮第-弗朗什-孔泰大區杜省，该省份为法国东部内陆省份，北起上索恩省，西接汝拉省，东部及东南部与瑞士接壤，东北部与贝尔福地区省接壤。
与阿朗茹瓦接壤的市镇（或旧市镇、城区）包括：布罗涅、梅济雷。

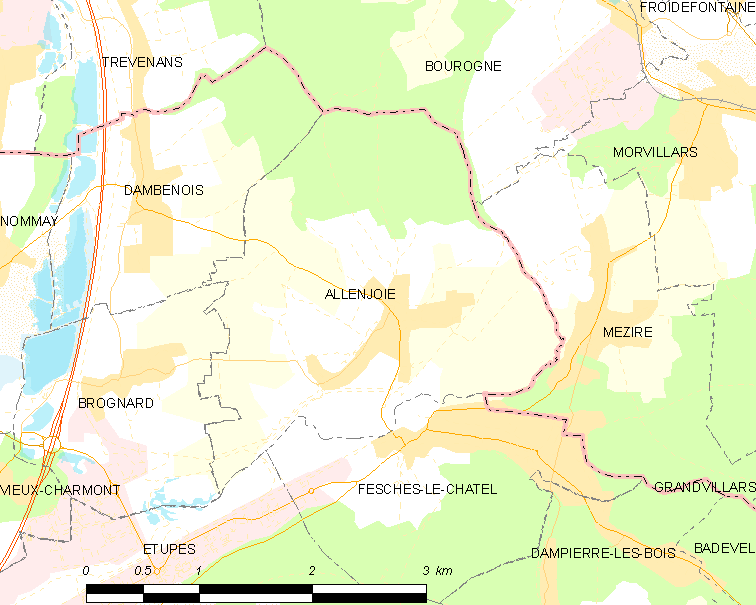
阿朗茹瓦的OSM定位图

阿朗茹瓦的时区为UTC+01:00、UTC+02:00（夏令时）。

## 行政
阿朗茹瓦的邮政编码为25490，INSEE市镇编码为25011。

## 政治
阿朗茹瓦所属的省级选区为伯通库尔县。

## 人口

1962-2008年间阿朗茹瓦人口变化图示

阿朗茹瓦于2022年1月1日时的人口数量为735人。